# キララエクスプレス

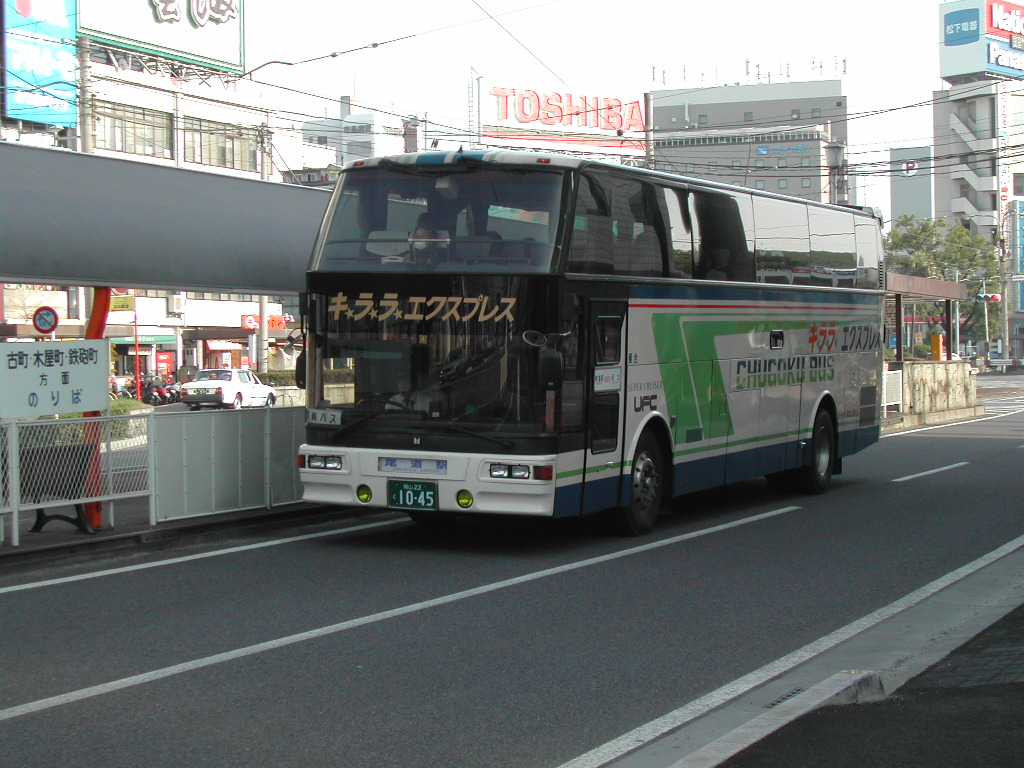
キララエクスプレス

キララエクスプレス は、広島県福山市・尾道市と愛媛県今治市・松山市を結ぶ高速バスである。昼行便が1日4往復運行されている。なお、この項目では、同じ名称で過去に運行されていた広島市と松山市を結ぶ高速バス「キララエクスプレス」についても説明する。
全便予約制だが、席は自由席（座席定員制）。当日空席がある場合は予約無しで乗車可能。

## 歴史
キララエクスプレスの名前は、1999年の西瀬戸自動車道（しまなみ海道）の全線開通に伴い、しまなみ海道を経由して松山市と広島県各地を結ぶ高速バス路線に与えられた名称である。しまなみ海道開通記念イベントのマスコットキャラクターにちなんで付けられた。当初広島県側は福山市・尾道市・広島市を発着地としていたが、広島～松山間は瀬戸内海汽船・石崎汽船が運行する航路との競争で利用は低迷。県都間の直行便として主にビジネス客の利用を見込んでいたが、所要時間が約4時間と長く、松山～広島間を1時間8分で結ぶ高速船とは大きな開きがあった。路線が開設された5月から4か月間の利用状況は採算ラインとされる1便当たり15～20人を大きく下回る4.3人と低迷し、今後の改善も見込めないとして同年11月1日付けで広島線は廃止となった。
また福山市と尾道市は隣接しているため、2004年6月1日より両路線を統合して一部便が尾道市（新尾道駅）を経由するようになった。これまで福山～松山間で約3時間かかっていたが、2024年8月1日よりルート変更の上、「特急」とし、最短2時間40分で結ぶように変更となった。ルート変更により福山～新尾道間を山陽自動車道経由から国道2号バイパス経由に、四国側ではしまなみ海道から国道196号を北条経由で松山に向かっていたのを今治小松自動車道・松山自動車道を経由するようになった。それに伴い、新橋、広尾、千田バスストップ、福山本郷、北条、JR松山駅のバス停を廃止し、川内インター・松山インター口にバス停を新設した。
- 1999年
  - 5月2日 - 運行開始[4]。福山 - 松山線・尾道 - 松山線・広島 - 松山線がそれぞれ運行されていた。
  - 10月31日 - 広島 - 松山線運行休止[4]。
- 2004年6月1日 - 福山 - 松山線と尾道 - 松山線が統合され、一部便が新尾道駅を経由する形に改められる。
- 2006年
  - 4月29日 - 西瀬戸自動車道（しまなみ海道）島内区間の全通に伴い、新規開通区間上の瀬戸田・大島の各停留所及び北条に新規停車。
  - 12月22日 - 旧・中国バスの事業廃止により、同社担当便を新・中国バス（両備ホールディングスの100%子会社）に移管。
- 2007年12月1日 - 所要時間の見直しを実施。
- 2011年1月11日 - ダイヤ改正により福山市内に新橋停留所設置とともに、全便が新尾道経由に変更。
- 2020年4月20日 - 新型コロナウイルス感染症の影響による利用客低迷を受けて、当面の間運休となる[5]。
- 2021年12月4日 - 土・日・祝日のみ運行を再開[6]。
- 2023年3月20日 - 毎日運行を再開（減便ダイヤ2往復で運行。繁忙期などは4往復で運行）。
- 2024年8月1日 - 停留所及び運行経路の変更を実施[7]

## 運行会社
現行
中国バス
本四バス開発
瀬戸内しまなみリーディング
伊予鉄バス
廃止
ジェイアール四国バス
中国JRバス
広島交通
いずれも広島線のみ運行。なお、広島線はこのほか、伊予鉄バス、しまなみバス開発（現 瀬戸内しまなみリーディング）も運行していた。

## 停車停留所
- （福山駅前 - 新尾道駅 - 向東BS - 向島BS - 因島大橋 - 因島重井BS） - 瀬戸田BS - 瀬戸田PA - （大島BS - 来島海峡BS - 川内インター - 松山インター口 - 松山市駅）
  - （停留所 - 停留所）でくくった中での相互乗降はできない。
- 本四バス開発担当便のみ全国相互利用サービス対応のICカード（10カード）が利用可能（PASPYは利用不可）。

## 運行経路
- 福山市内 - 国道2号 - 赤坂バイパス - 松永道路 - 尾道バイパス - 栗原IC - 国道184号 - 尾道市内（新尾道駅） - 国道184号 - 栗原IC - 尾道バイパス - 西瀬戸自動車道（しまなみ海道） - 今治IC - 国道196号 - 今治湯ノ浦IC - 今治小松自動車道 - 松山自動車道 - 川内IC - 松山自動車道 - 松山IC - 松山市内

## 運行回数
- 昼行4往復

## 車内設備
- 4列シート（閑散期の中国バス運航便では間合い運用の3列シート車が使われる）
- トイレ